# 库茹尔
库茹尔（法語：Coubjours，法語發音：[kuʒuʁ]）是法国多尔多涅省的一个市镇，位于该省东部偏北，和科雷兹省接壤，属于萨拉拉卡内达区。该市镇总面积9.55平方公里，2009年时的人口为151人。

## 交通
多尔多涅省省道D71线和D77线经过境内。

## 人口
库茹尔人口变化图示